# 패션그룹형지
패션그룹형지 주식회사는 대한민국의 기업집단이자 의복, 의복 액세서리 및 모피제품 제조업체이다.

## 역사 및 현황
1998년 9월 21일 설립되었으며, 2009년 11월 10일에 상호를 형지어패럴에서 패션그룹형지로 변경하였다.

## 사업장 현황
- 본사: 서울특별시 강남구 논현로 322 형지빌딩 (역삼동)
- 복합센터: 인천광역시 연수구 하모니로177번길 49 (송도동)

### 내용주
1. ↑  법인 설립일
2. ↑  형지리테일의 대표이사를 겸하고 있다.